# Eupithecia phyllisae
Eupithecia phyllisae är en fjärilsart som beskrevs av Frederick H. Rindge 1963. Eupithecia phyllisae ingår i släktet Eupithecia och familjen mätare. Inga underarter finns listade i Catalogue of Life.